# Rogue Trooper (fumetto)
Rogue Trooper è una striscia a fumetti della rivista a fumetti britannica 2000 AD, creata da Gerry Finley-Day e Dave Gibbons nel 1981. Parla delle avventure di un futuristico soldato geneticamente modificato, dalla pelle azzurra.
Le strisce sono state ripubblicate nelle seguenti raccolte dedicate:
- The Future of War ISBN 1-905437-39-0
- Fort Neuro ISBN 1905437161
- The Eye of the Traitor ISBN 1904265529
- To the Ends of Nu-Earth ISBN 1904265804
- Re-Gene ISBN 1904265847
- Realpolitik ISBN 1904265944

## Opere derivate
Dal fumetto sono stati tratti i romanzi:
- Crucible (Gordon Rennie, 2004 ISBN 1-84416-061-0)
- Blood Relative (James Swallow, 2005 ISBN 1-84416-061-0)
- The Quartz Massacre (Rebecca Levene, 2006 ISBN 1-84416-110-2)

I videogiochi:
- Rogue Trooper (1986) per Amstrad CPC, Commodore 64, ZX Spectrum
- Rogue Trooper (1991) per Amiga, Atari ST
- Rogue Trooper (2006) per PlayStation 2, Wii, Windows, Xbox

E il gioco da tavolo Rogue Trooper (1987).